# 東芝研究データ流出事件
東芝研究データ流出事件(とうしばけんきゅうデータりゅうしゅつじけん)とは、東芝(当時,【現】キオクシア.)とサンディスク(SanDisk)による合弁事業で行われているNAND型フラッシュメモリの研究開発に関する営業秘密が同業のハイニックスセミコンダクター(하이닉스반도체)(当時,【現】SKハイニックス(SK하이닉스).)に漏洩した事件である。
2014年03月13日に被疑者が不正競争防止法違反(営業秘密開示)の容疑で警視庁に逮捕され、その報道で国境を越える営業秘密侵害である本事件が日本世間に広く認知されることとなった。

## 経緯
情報漏洩先のハイニックスセミコンダクターの或る日本人従業員の通報によって、本事件は発覚した。
本事件を引き起こした人物は、大学を卒業して、ハイニックスセミコンダクターとは別の韓国企業など半導体関連会社数社に勤務した後の2003年02月にサンディスク(の日本法人)に採用された。
この者は、当時の勤務先であった東芝の四日市工場で製品の故障原因の解析を担当しており、2007年に降格処分を受けたことに不満を募らせていた。
そこで、このサンディスクの元従業員は、工場への記憶装置の持ち込みが禁止されていなかったことに目をつけ、東芝とサンディスクの両社と秘密保持契約を結んでいたにも拘わらず、技術情報を管理するサーバーへの接続権限を濫用し、2007年04月から翌年の05月にかけて最新の研究データをUSBメモリに無断でコピーして持ち出した。
「転職を有利にするため、優秀な研究者に見えるようにデータを利用した。」や「大金を手にしたので、残りの人生は遊んで暮らす。」および「事実は全て間違いありません。」との供述が捜査関係者から挙げられている。
不正に持ち出されたデータを元に作成された資料が、電子メールで送信されたりスライドで上映されたりして、少なくとも2008年07月と2010年04月にの二度に亘ってハイニックスセミコンダクター側に渡った。
その見返りとして「およそ2倍の年収や高級マンションでの生活を保証された。日本に残した家族のもとに向かう日韓の往復航空券25枚も用意してくれた。」ことが明かされている。
この者は、2008年05月にサンディスクを自己都合退職し、ハイニックスセミコンダクターの研究部門に2008年07月に転職し、2011年06月に同社を退職(事実上の解雇)し、その後は無職だった。
本事件の被疑者逮捕の翌日の2014年03月14日に、検察は東京地方裁判所にこの者を刑事訴訟で提訴した。
第一審においては、「極めて悪質な営業秘密の開示。犯行によって東芝の競争力が相当程度低下した。」として、懲役6年および罰金300万円の求刑に対して、被疑者への懲役5年および罰金300万円の判決が2015年03月09日に下された。
これに対して、被疑者側は「持ち出した情報の有用性はそれほど高くなく、刑は重過ぎる。」として控訴した。
第二審において、2015年09月04日に東京高等裁判所が「データは、信頼性の高い製品を低コストで製造するため必要不可欠な情報だった。」として東京地方裁判所の判決を支持し被疑者側の控訴を棄却し、判決が確定した。
なお、この犯人に対して民事訴訟も提起されたが、その続報が無く、顛末は不明である。

### ハイニックスセミコンダクターの動向
この営業秘密漏洩事件が起こる直前の2006年02月に開かれた国際固体素子回路会議(ISSCC: International Solid-State Circuits Conference)における発表で、ハイニックスセミコンダクターはNAND型フラッシュメモリの記憶容量で東芝に2倍の差をつけられていることからも明らかなように、技術開発において東芝に対して明らかに後塵を拝していた。
ハイニックスセミコンダクターの2007年版年次報告書に記載されているように、NAND型フラッシュメモリ技術におけるハイニックスセミコンダクターの他社との技術格差は2009年から2010年にかけて急速に縮まった。

### 東芝の対応
被疑者逮捕翌日の2014年03月14日に、東芝からSKハイニックスに対して、不正競争防止法に基づいて1090億円余りの損害賠償と持ち出されたデータを利用したとされるNAND型フラッシュメモリの製造や販売の差し止めを求めた民事訴訟が東京地方裁判所に提起された。
当初はSKハイニックスは「本事件の犯人が不正に持ち出した東芝のデータにより製品の製造や販売をしているという事実は無い。」と争う姿勢を執っていたが、最終的にはSKハイニックスが東芝に対して2億7800万USドルを支払うことで和解した。
賠償請求額1090億円余りに対して、和解金は2億7800万USドル(約330億円)とSKハイニックスの四半期分の営業利益に相当する程の額であった。
この金額は営業秘密や特許など知的財産を巡る訴訟で日本企業が得た和解金額として過去最大であった。
なお、民事訴訟でこの規模の金額での和解は日本企業としては極めて珍しい事例である。
この和解に至った背景として、東芝は、技術進歩が早い半導体産業において未来の技術への開発投資を軽減する目的でSKハイニックスとMRAMを共同開発しており、裁判を長期化させるよりも、SKハイニックスとの関係を早期に回復させた方が得策であると判断したと見られる。
しかし、和解の内容の詳細は公開されておらず、その理由も不明のままである。

#### 補足
遡ること1996年から東芝のDRAMとNAND型フラッシュメモリの特許をハイニックスセミコンダクターが使用するライセンス契約が結ばれていた。
2002年にこの契約が期限を迎えたために、東芝はハイニックスセミコンダクターと再契約について交渉していた。
しかし、ハイニックスセミコンダクターはこのライセンス契約が切れた状態でもDRAMとNANDフラッシュメモリの生産と販売を継続したために、東芝は特許権侵害差止等と損害賠償でハイニックスセミコンダクターを提訴した。
2006年03月24日に東京地方裁判所からハイニックスセミコンダクター製のNAND型フラッシュメモリの国内輸入と販売を差し止めと784万円の損害賠償の支払いを命じる判決が下され、両社は2007年03月に半導体技術に関する特許クロスライセンス契約と製品供給契約を締結した。
つまり、本項の情報漏洩事件はこの特許事件の直後に発生したことになる。

### サンディスクの対応
サンディスクはSKハイニックスとその子会社を相手取ってアメリカ合衆国のカリフォルニア州サンタクララ郡上級裁判所(Santa Clara County Superior Court)に、カリフォルニア州統一営業秘密法(CUTSA: California Uniform Trade Secrets Act)違反(営業秘密の不正流用)で、民事訴訟を提起した。
州裁判所でSKハイニックスは、「訴訟は特許侵害や仲裁の請求はなく企業秘密のみが関係している。」と主張して、結果として不利な判決を受けた。
この係争は仲裁条項を含む特許のクロスライセンス契約に起因していたために、SKハイニックスは、本事件をこの仲裁合意に基づいてカリフォルニア州北部地区連邦地方裁判所(United States District Court for the Northern District of California)に移管しようと、連邦裁判所による強制的な仲裁と不便宜法廷地(forum non conveniens)による棄却を申し立てた。
対するサンディスクは、本事件を州裁判所に差し戻すように連邦裁判所に申し立てた。
この訴訟の争点は、営業秘密の不正流用であって、特許クロスライセンス契約の仲裁条項から明示的に除外されていた。
また、この訴訟の解決に対する仲裁条項の影響は実証されなかった。
連邦地方裁判所は、州裁判所で不利な判決を受けた後にSKハイニックスが仲裁を求めた動機を考慮し、訴訟進行後における2度の法廷地の請求は認められないと結論付け、最終的にサンディスクからの差し戻しの申し立てを認めてSKハイニックスの申し立てを無条件で却下した。
2015年08月05日に、SKハイニックスとサンディスクの間にも和解が成立し、2007年に締結した特許のクロスライセンス契約を2023年まで延長することで合意した。
これにより、SKハイニックスはサンディスクに一定水準の特許使用料を支払い、サンディスクはMCPとSSDに必要なDRAMをSKハイニックスから購入する、との事が取り決められた。
また、サンディスクの日本法人は、警視庁に本事件の犯人に対する告訴状を提出した。

### 日本政府の反応
本事件の被疑者逮捕当日の2014年03月13日に、「報道内容については承知しているが、個別事案についての言及は控えたい。」としながらも、内閣は情報流出に対する見解を表明した。
官房長官であった菅義偉は、「技術立国であるわが国にとって、守るべき技術の流出防止と適切な保護にしっかり取り組んでいくことが極めて大事だ。」と強調したうえで、「知的財産戦略本部が2013年04月に策定した『知的財産政策ビジョン』において政府として技術·営業秘密の保護や強化の取り組みを打ち出している。」と述べた。
経済再生担当大臣であった甘利明は、「中国や韓国をはじめ多数の日本技術の海外流出が懸念されている。技術流出を防止するための法整備が日本は他国に比べて遅れているという指摘は多くある。」としたうえで、「現在、経済産業省で法整備の不備な点を検証しており、必要があれば法改正にもつながっていくと思う。」と表明し、技術流出を防ぐために法律の改正も含めた対策の強化を示唆した。
内閣府特命担当大臣（沖縄及び北方対策担当）であった山本一太は「営業秘密の保護強化は国際競争力強化の観点から非常に重要な課題だ。法整備を含む制度面での対応などスピード感をもって、対策作りに取り組みたい。」との見解を示した。
外国への営業秘密漏洩を国内における場合よりも厳罰化し、実行犯の個人だけでなく背後にいる企業の責任も厳しく追及すべく、内閣府は2015年03月13日に不正競争防止法の改正案を閣議決定した。
同年の第189回通常国会において、不正競争防止法改正案(法律第五十四号)が可決成立した。